# Kanovaren op de Olympische Zomerspelen 2016 – K-1 200 meter mannen
De K-1 200 meter mannen op de Olympische Zomerspelen 2016 vond plaats op vrijdag 19 en zaterdag 20 augustus 2016. Regerend olympisch kampioen was Ed McKeever uit Groot-Brittannië, die in Rio de Janeiro zijn titel niet verdedigde. Er werden drie series geroeid, waarbij de beste vijf kanovaarders zich plaatsten voor de halve finales. De helft van de deelnemers aan die halve finale plaatsten zich voor de finale waarin de medailles werden verdeeld; de verliezers van de halve finale voeren een B-finale om de complete ranglijst op te stellen.

## Resultaten

### Series
De beste vijf kanoërs van elke serie plaatsten zich voor de halve finale, plus de beste nummer zes. De overige deelnemers waren uitgeschakeld.

#### Serie 1
| rang | naam                | land       | tijd   |   |
| ---- | ------------------- | ---------- | ------ | - |
| 1    | Ronald Rauhe        | Duitsland  | 34.350 | Q |
| 2    | Manfredi Rizza      | Italië     | 34.726 | Q |
| 3    | Mark de Jonge       | Canada     | 34.898 | Q |
| 4    | Aleksejs Rumjancevs | Letland    | 35.175 | Q |
| 5    | César de Cesare     | Ecuador    | 35.216 | Q |
| 6    | Paweł Kaczmarek     | Polen      | 35.562 |   |
| 7    | Edson Silva         | Brazilië   | 35.665 |   |
| 8    | Aleksej Dergoenov   | Kazachstan | 36.647 |   |

#### Serie 2
| rang | naam                 | land       | tijd   |   |
| ---- | -------------------- | ---------- | ------ | - |
| 1    | Maxime Beaumont      | Frankrijk  | 34.322 | Q |
| 2    | Saúl Craviotto       | Spanje     | 34.694 | Q |
| 3    | Peter Molnar         | Hongarije  | 35.102 | Q |
| 4    | Jevgeni Loekantsov   | Rusland    | 35.245 | Q |
| 5    | Cho Gwang-hee        | Zuid-Korea | 35.402 | Q |
| 6    | Fidel Antonio Vargas | Cuba       | 35.561 |   |
| 7    | Filip Svab           | Tsjechië   | 35.567 |   |

#### Serie 3
| rang | naam                | land             | tijd   |   |
| ---- | ------------------- | ---------------- | ------ | - |
| 1    | Liam Heath          | Groot-Brittannië | 34.327 | Q |
| 2    | Stephen Bird        | Australië        | 34.650 | Q |
| 3    | Marko Novaković     | Servië           | 34.938 | Q |
| 4    | Ignas Navakauskas   | Litouwen         | 35.144 | Q |
| 5    | Petter Menning      | Zweden           | 35.264 | Q |
| 6    | Rubén Rezla Voisard | Argentinië       | 35.491 | Q |
| 7    | Karim Elsayed       | Egypte           | 37.294 |   |

### Halve finales

#### Halve finale 1
| rang | naam               | land             | tijd   |   |
| ---- | ------------------ | ---------------- | ------ | - |
| 1    | Liam Heath         | Groot-Brittannië | 34.076 | Q |
| 2    | Ronald Rauhe       | Duitsland        | 34.180 | Q |
| 3    | Saúl Craviotto     | Spanje           | 35.545 | Q |
| 4    | Mark de Jonge      | Canada           | 34.775 | Q |
| 5    | Marko Novaković    | Servië           | 34.778 | B |
| 6    | Petter Menning     | Zweden           | 34.995 | B |
| 7    | Jevgeni Loekantsov | Rusland          | 35.567 | B |
| 8    | César de Cesare    | Ecuador          | 35.936 | B |

#### Halve finale 2
| rang | naam                | land       | tijd   |   |
| ---- | ------------------- | ---------- | ------ | - |
| 1    | Maxime Beaumont     | Frankrijk  | 34.398 | Q |
| 2    | Stephen Bird        | Australië  | 34.584 | Q |
| 3    | Manfredi Rizza      | Italië     | 34.686 | Q |
| 4    | Aleksejs Rumjancevs | Letland    | 34.722 | Q |
| 5    | Ignas Navakauskas   | Litouwen   | 35.168 | B |
| 6    | Peter Molnar        | Hongarije  | 35.207 | B |
| 7    | Rubén Rezla Voisard | Argentinië | 35.439 | B |
| 8    | Cho Gwang-hee       | Zuid-Korea | 35.869 | B |

### Finales

#### Finale B
| rang | naam               | land       | tijd   |  |
| ---- | ------------------ | ---------- | ------ |  |
| 9    | Ignas Navakauskas  | Litouwen   | 37.075 |  |
| 10   | Peter Menning      | Zweden     | 37.104 |  |
| 11   | César de Cesare    | Ecuador    | 37.169 |  |
| 12   | Cho Gwang-hee      | Zuid-Korea | 37.265 |  |
| 13   | Marko Novaković    | Servië     | 37.415 |  |
| 14   | Jevgeni Loekantsov | Rusland    | 37.482 |  |
| 15   | Péter Molnár       | Hongarije  | 37.896 |  |
| 16   | Rubén Voisard      | Argentinië | 38.061 |  |

#### Finale A
| rang   | naam                | land             | tijd   |  |
| ------ | ------------------- | ---------------- | ------ |  |
| Goud   | Liam Heath          | Groot-Brittannië | 35.197 |  |
| Zilver | Maxime Beaumont     | Frankrijk        | 35.362 |  |
| Brons  | Saúl Craviotto      | Spanje           | 35.662 |  |
| Brons  | Ronald Rauhe        | Duitsland        | 35.662 |  |
| 5      | Aleksejs Rumjancevs | Letland          | 35.891 |  |
| 6      | Manfredi Rizza      | Italië           | 36.000 |  |
| 7      | Mark de Jonge       | Canada           | 36.080 |  |
| 8      | Stephen Bird        | Australië        | 36.426 |  |